# Bożydar (województwo świętokrzyskie)
Bożydar – wieś w Polsce położona w województwie świętokrzyskim, w powiecie sandomierskim, w gminie Dwikozy.
| SIMC    | Nazwa       | Rodzaj    |
| ------- | ----------- | --------- |
| 0789921 | Dębina      | część wsi |
| 0789938 | Pod Upustem | część wsi |
| 0789944 | Podwórze    | część wsi |

W latach 1975–1998 miejscowość administracyjnie należała do województwa tarnobrzeskiego.
Podczas powodzi w czerwcu 2010 r. pękł wał na rzece Opatówka zalewając miejscowość.

## Historia

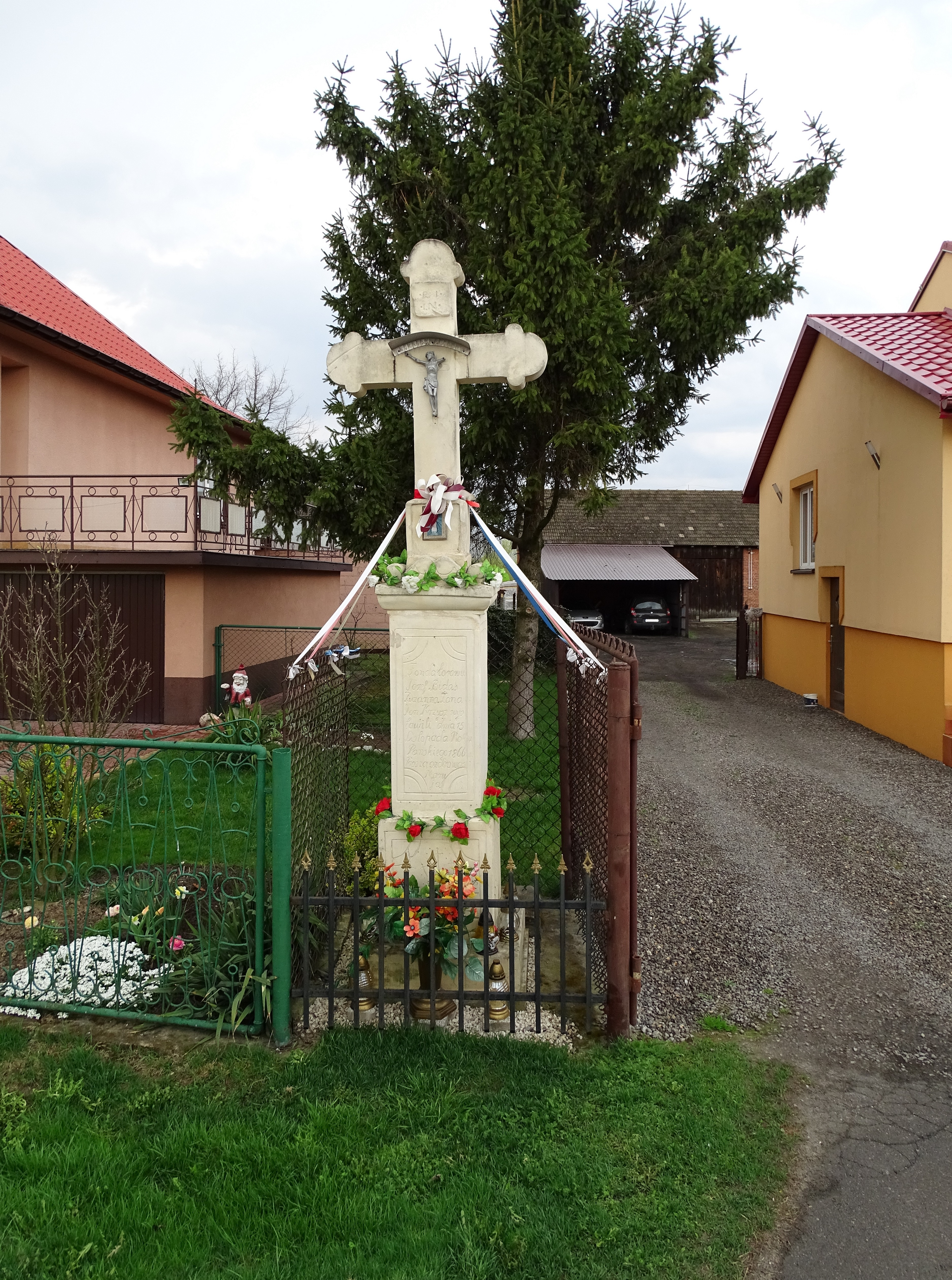
Przydrożna kapliczka z 1866.

Około roku 1194 Bożydar obok Dwikozów, wymieniany był w składzie uposażenia jednego z kanoników kapituły kolegiaty sandomierskiej. 
Bolesław Wstydliwy, w przywileju wydanym w 1276 roku, potwierdza przywileje kolegiaty i wymienia wsie Dwikozy i Bożydar jako własność kolegiaty.
Ukazem cesarza Aleksandra II z dnia 14/26 grudnia 1865 r. dobra Dwikozy i Bożydar, przejął skarb rosyjski. Od rządu dobra zakupił
rzeczywisty radca stanu Aleksander Nikanorowicz Kurłow za 31 000 rubli srebrnych.
Słownik geograficzny Królestwa Polskiego  wymienia Bożydar jako wieś poduchowną w parafii Góry Wysokie, która w roku 1880 posiadała 19 domów i 162 mieszkańców.
Według spisu miast, wsi, osad Królestwa Polskiego z roku 1827 wieś posiadała 12 domów i  119 mieszkańców.